# ブレア・アダムズ
ブレア・アダムズ（Blair Adams、1991年9月8日 - ）は、イングランド・サウス・シールズ出身のプロサッカー選手。ハートリプール・ユナイテッドFC所属。ポジションはDF。

## 経歴

### クラブ
サンダーランドAFCのアカデミーで育成され、2010年夏にトップチームに昇格。しかし出場機会は全くなく、下位クラブへのレンタルを繰り返した。そして同じくレンタルで加入していたコヴェントリー・シティFCに2013年1月を以て完全移籍した。

## 所属クラブ
ユース
- サンダーランドAFC

プロ
- サンダーランドAFC 2010-2013

→ブレントフォードFC 2011 (loan)
→ノーサンプトン・タウンFC 2012 (loan)
→コヴェントリー・シティFC 2012-2013 (loan)
- コヴェントリー・シティFC 2013-2014
- ノッツ・カウンティFC 2014-2016

→マンスフィールド・タウンFC 2016 (loan)
- ケンブリッジ・ユナイテッドFC 2016-2017
- ハミルトン・アカデミカルFC 2017
- ハートリプール・ユナイテッドFC 2017-

## 代表歴
- イングランドU-20
  - 2011 FIFA U-20ワールドカップ